# Julio Raúl Alsina
Julio Raúl Alsina ( Montevideo, Uruguay, 13 de abril de 1883-Buenos Aires, Argentina, 4 de agosto de 1944) fue un empresario, productor de cine y director de cine que realizó su actividad en Argentina.

## Actividad en el cine
Fue un empresario industrial y construyó en 1909 el primer estudio y galería de filmación en un galpón ubicado en las calles Gascón y Córdoba de la ciudad de Buenos Aires.
Sus primeras películas tenían temas históricos.En esa línea, Julio Raúl Alsina produjo Facundo Quiroga, relativo al caudillo riojano y Avelino Viamonte, respecto del personaje homónimo (1818-1840) que era hijo del general Juan José Viamonte y que fue fusilado por tropas rosistas el 16 de septiembre de 1940 en San Miguel del Monte.Otro de sus filmes fue Cielo Centenario (1910), documental donde pasa revista a los festejos realizados en ocasión del primer centenario de la Revolución de Mayo.

## Filmografía
Director
- Cielo Centenario (1910)
- La tragedia de los cuarenta años (1909)
- Avelino Viamonte (1909)
- Facundo Quiroga (1909)

Producción
- Buenos Aires bohemio (1924)